# Ivo Francis Walter Bligh

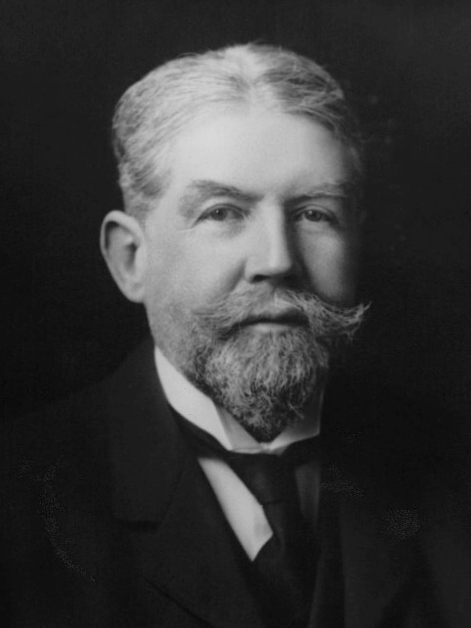
Ivo Bligh

Wapen van de graven van Darnley

Ivo Francis Walter Bligh, 8e Graaf van Darnley, JP, DL (13 maart 1859 – 10 april 1927), vooral bekend als The Hon. Ivo Bligh en daarvoor als Lord Darnley, was een Brits cricketspeler, aanvoerder van het Engels cricketelftal, en politicus.
Het landhuis Cobham Hall in Kent heeft lange tijd dienstgedaan als landgoed van de graven van Darnley.